# Rifenowie
Rifenowie (Rifeni, Rifani, Rufa) – nazwa grupy plemion berberskich, zamieszkujących góry Rif w Maroku, w 1995 r. liczebność Rifenów wynosiła ok. 2 mln osób.
Rifenowie od wieków pozostają w kontakcie z ludnością arabską – w ciągu swojej historii wielokrotnie walczyli o zwierzchnictwo nad terenami Maroka. W latach 20. XX w. w powstaniu pod wodzą Abd al-Karima proklamowali Republikę Rifu, powstanie zostało jednak stłumione przez wojska francuskie i hiszpańskie.
Współcześnie Rifenowie są już częściowo zarabizowani, większość jednak wciąż zachowuje odrębność kulturową i posługuje się na co dzień językiem tarifi (tarifit) z rodziny berberskiej.
Tradycyjnymi zajęciami Rifenów są uprawa roli, hodowla owiec i sadownictwo. W ostatnich latach ze względu na trudne warunki życiowe na marokańskiej prowincji obserwuje się migrację zarobkową Rifenów w doliny rzeczne i do miast oraz emigrację do Europy.
Rifenowie wyznają islam sunnicki. Ważnym elementem jest kult ascetów, zwanych w islamie marabutami.

## Znani Rifenowie
- Abd al-Karim
- Mohamed Choukri